# اندرو مک‌کارتی
اندرو مک‌کارتی (انگلیسی: Andrew McCarthy؛ زادهٔ ۲۹ نوامبر ۱۹۶۲) یک فیلم‌نامه‌نویس، تهیه‌کننده، کارگردان، و هنرپیشه اهل ایالات متحده آمریکا است. وی از سال ۱۹۸۳ میلادی تاکنون مشغول فعالیت بوده‌است.
از فیلم‌ها یا برنامه‌های تلویزیونی که وی در آن نقش داشته‌است می‌توان به ماجراهای اسپایدرویک، آتش سنت المو، کمتر از صفر، اردوگاه جهنم، آبشارهای مالهالند، کلاس، روزی که مردم زود بیدار شدم، فقط تو، زیبا در لباس صورتی، مرده خنده‌دار، چیزهایی که هرگز به شما نگفتم و اسب‌های تازه‌نفس اشاره کرد.